# جوني موسكيرا
جوني موسكيرا (بالإسبانية: Jonny Mosquera) هو لاعب كرة قدم كولومبي في مركز الوسط، ولد في 17 فبراير 1991 في ميديلين في كولومبيا. شارك مع منتخب كولومبيا تحت 20 سنة لكرة القدم. أما مع النوادي، فقد لعب مع نادي ليفورنو.

## وصلات خارجية
- جوني موسكيرا على موقع الاتحاد الدولي (مؤرشف)  (الإنجليزية)
- جوني موسكيرا على موقع قاعدة بيانات كرة القدم.إي يو (الإنجليزية)
- جوني موسكيرا على موقع Soccerway.com (الإنجليزية)